# Luuk Maes
Luuk Maes (Tilburg, 5 november 1971) is een Nederlands voormalig voetballer en huidige voetbaltrainer.
Maes brak door bij Go Ahead Eagles dat hem huurde van PSV. Daar kwam hij echter niet aan spelen toe. Hij speelde verder voor Helmond Sport en jaren voor N.E.C. waar hij ook aanvoerder was. Maes was in het veld een centrale verdediger en speelde in totaal 207 wedstrijden waarin hij 11 keer doel trof.

## Erelijst
- Verliezend finalist KNVB beker: 2000 (NEC)
- Promotie naar de Eredivisie: 1992 (Go Ahead Eagles)